# 亀出神社
亀出神社（かめでじんじゃ）は、江東区大島3丁目に鎮座する神社である。

## 祭神
火産霊命を祀る。

## 由緒
前身は亀出稲荷神社と愛宕神社。江戸幕府5代将軍徳川綱吉の時代（17世紀末から18世紀初）に松平定儀が別邸を築くに際して鬼門除として創祀した亀出稲荷神社と、寛文12年（1672年）に亀戸出村にあった霊巌寺領の鎮守として創建したと言われている愛宕神社を、昭和31年（1956年）に現在地に合祀して成立した。昭和48年（1973年）には大島1丁目に鎮座していた草分稲荷神社を境内へ合祀している。